# Cannara
Cannara est une commune italienne d'environ 4 300 habitants, située dans la province de Pérouse, dans la région Ombrie, en Italie centrale.

## Administration
| Période                                  | Période | Identité | Étiquette | Qualité |
| ---------------------------------------- | ------- | -------- | --------- | ------- |
|                                          |         |          |           |         |
| Les données manquantes sont à compléter. |         |          |           |         |

### Hameaux
Collemancio

### Communes limitrophes
Assise (Italie), Bettona, Bevagna, Gualdo Cattaneo, Spello